# Sudamericano Juvenil de Rugby 1976
El Sudamericano Juvenil de Rugby de 1976 fue el tercer torneo para menores de 18 años y volvió a celebrarse en un solo país. Se eligió a Chile como sede durante la reunión de presidentes de uniones con motivo de celebrarse el Sudamericano de mayores de Asunción del Paraguay en 1975. Se trató de un cuadrangular con chilenos, argentinos, paraguayos y uruguayos, en esta edición no jugó el seleccionado brasilero que había participado en los torneos anteriores.

## Equipos participantes
- Selección juvenil de rugby de Argentina
- Selección juvenil de rugby de Chile
- Selección juvenil de rugby de Paraguay
- Selección juvenil de rugby de Uruguay

## Posiciones
| Pos. | Equipo    | Encuentros | Encuentros | Encuentros | Encuentros | Tantos  | Tantos    | Tantos     | Puntos |
| Pos. | Equipo    | jugados    | ganados    | empatados  | perdidos   | a favor | en contra | diferencia | Puntos |
| ---- | --------- | ---------- | ---------- | ---------- | ---------- | ------- | --------- | ---------- | ------ |
| 1    | Argentina | 3          | 3          | 0          | 0          | 197     | 28        | + 169      | 6      |
| 2    | Uruguay   | 3          | 2          | 0          | 1          | 55      | 56        | - 1        | 4      |
| 3    | Chile     | 3          | 1          | 0          | 2          | 56      | 98        | - 42       | 2      |
| 4    | Paraguay  | 3          | 0          | 0          | 3          | 23      | 149       | - 126      | 0      |

Nota: Se otorgan 2 puntos al equipo que gane un partido, 1 al que empate, 0 al que pierda

## Resultados[2]
| 20 de julio | Chile | 44 - 7 | Paraguay |  |  |

| 22 de julio | Argentina | 88 - 4 | Paraguay |  |  |

| 22 de julio | Chile | 3 - 23 | Uruguay |  |  |

| 24 de julio | Argentina | 41 - 15 | Uruguay |  |  |

| 25 de julio | Uruguay | 17 - 12 | Paraguay |  |  |

| 25 de julio | Chile | 9 - 68 | Argentina |  |  |

| Bandera de Argentina |
| Campeón Argentina    |
| Tercer título        |